# Eucalyptus kitsoniana
Eucalyptus kitsoniana (лат.) — небольшое дерево, вид рода Эвкалипт (Eucalyptus) семейства Миртовые (Myrtaceae), эндемик штата Виктория (Австралия). Назван в честь британско-австралийского геолога и натуралиста Альберта Китсона.

## Ботаническое описание
Eucalyptus kitsoniana — небольшое многоствольное или одноствольное дерево до 10 м, образует лигнотубер. Гладкая кора от белого до серого цвета, иногда со скопившимися слоями грубой коры у основания и лентами отошедшей от ствола коры наверху. Крона содержит смесь молодых, промежуточных и взрослых листьев. Молодые листья сидячие, расположены супротивными парами, от более светлого оттенка зелёного на нижней стороне, от широко-копьевидных до более или менее круглых, до 100 мм в длину и 80 мм в ширину. Зрелые листья расположены поочерёдно, одинаковые глянцевые зелёные с обеих сторон, 75-180 мм в длину и 15-35 мм в ширину на уплощённом черешке длиной 10-15 мм. Цветочные почки расположены в пазухах листьев группами по семь на неразветвлённой цветоножке длиной 5-25 мм, отдельные почки сидячие, а группы в молодом возрасте окружены прицветниками. Зрелые почки имеют овальную или продолговатую форму, длину 6-9 мм и ширину 5-6 мм с коническим или округлым колпачком. Цветение происходит с августа по март, цветки белые. Плод — сидячая, чашевидная или полусферическая коробочка 4-9 мм в длину и 7-11 мм в ширину, створки расположены на уровне обода.

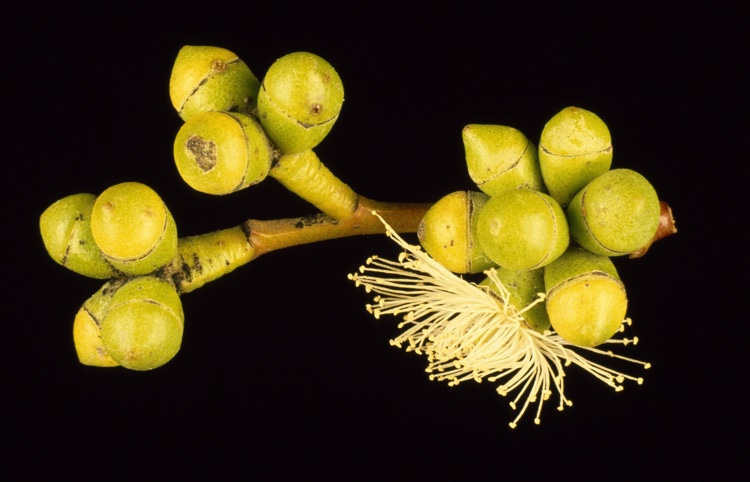
Цветок и бутоны
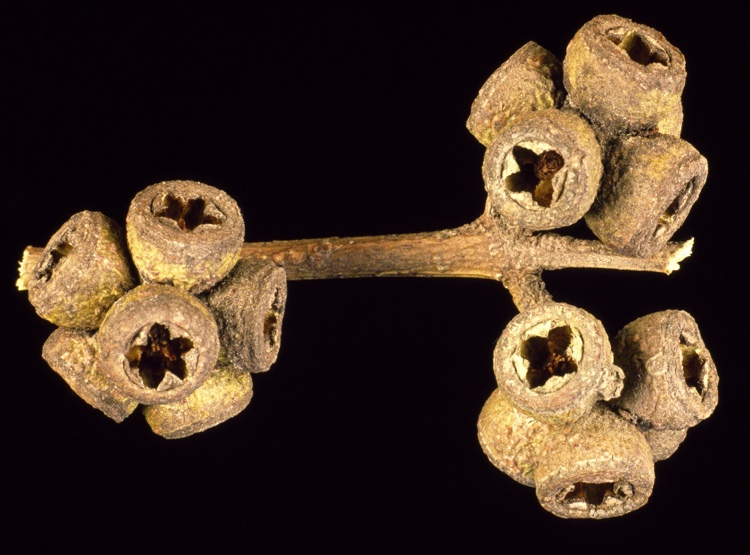
Плоды

## Таксономия
Впервые вид Eucalyptus kitsoniana был официально описан в 1916 году Джозефом Мэйденом и описание было опубликовано в книге A Critical Revision of the Genus Eucalyptus. Видовой эпитет — в честь британско-австралийского геолога и натуралиста Альберта Китсона.

## Распространение и местообитание
E. kitsoniana — эндемик штата Виктория в Австралии. Произрастает у внутренних водотоков и на прибрежных равнинах, часто растёт небольшими чистыми насаждениями. В основном встречается между Яррамом и мысом Отуэй, в окрестностях Портленда и на полуострове Вильсонс-Промонтори.

## Охранный статус
Международный союз охраны природы классифицирует вид, как вымирающий.